# Vương Huyền Mô
Vương Huyền Mô (chữ Hán: 王玄谟, 388 – 468) là tướng lãnh nhà Lưu Tống thời Nam Bắc triều trong lịch sử Trung Quốc.

## Xuất thân
Huyền Mô tự Ngạn Đức. Gia đình của Huyền Mô tự nhận là thành viên của sĩ tộc họ Vương ở huyện Kỳ, quận Thái Nguyên , kể rằng họ có ông tổ 6 đời là Vương Hoành, gọi tư đồ Vương Doãn cuối đời Đông Hán là chú họ (tòng thúc). Hoành được làm đến Hà Đông thái thú, tước Miên Trúc hầu. Khi Vương Doãn gặp nạn, Hoành bỏ quan lên phía bắc, định cư ở quận Tân Hưng, nhân đó được làm Tân Hưng, Nhạn Môn thái thú.  
Ông nội là Vương Lao, được làm đến Thượng Cốc thái thú nhà Hậu Yên, sau đó theo Nam Yên Hiến Vũ đế Mộ Dung Đức đến định cư ở Thanh Châu. Cha là Vương Tú, mất sớm.  
Huyền Mô từ bé tính cách kiêu ngạo cô độc, người chú/bác họ (thế phụ) là Vương Nhuy có tài nhìn người, nói: “Đứa nhỏ này khí khái thanh cao, có phong thái của thái úy Ngạn Vân (tức Vương Lăng).”  
Sử cũ cho biết Vương Huyền Tải, con trai của Vương Nhuy và em họ (tòng đệ) của Huyền Mô, là người quận Hạ Bi .  Có lẽ gia đình của Huyền Mô đã kiều ngụ ở Hạ Bi.
Năm Nguyên Hưng thứ 3 (404), quyền thần nhà Đông Tấn là Lưu Dụ nhận chức Từ Châu thứ sử,  vời Huyền Mô làm Tòng sự sử, cùng ông nói chuyện thì lấy làm lạ.  

## Thời Văn đế
Năm Nguyên Gia đầu tiên (424), Tạ Hối nhận chức Kinh Châu thứ sử, xin lấy Huyền Mô làm Nam Man hành tham quân, Vũ Ninh thái thú. Hối nổi loạn thất bại, triều đình xét Huyền Mô không phải là tướng soái trọng yếu của Hối nên xá miễn cho ông.  
Năm thứ 10 (433), triều đình lấy Trường Sa vương Lưu Nghĩa Hân (con trưởng của Lưu Đạo Liên) làm Trấn quân tướng quân,  bổ Huyền Mô làm Trấn quân phủ Trung binh tham quân, lĩnh chức Nhữ Âm thái thú.  
Sau đó Huyền Mô được làm Phụ quốc phủ Tư mã dưới quyền Hưng An hầu, Phụ quốc tướng quân, Từ Châu thứ sử Lưu Nghĩa Tân (con thứ 4 của Lưu Đạo Liên), lĩnh chức Bành Thành thái thú. Nghĩa Tân mất (448),  Huyền Mô dâng biểu nói Bành Thành có vị trí hiểm yếu ở cả 2 đường thủy lục, xin lấy hoàng tử đích thân coi châu; triều đình bèn lấy Vũ Lăng vương Lưu Tuấn làm Từ Châu thứ sử.  
Năm Nguyên Gia thứ 26 (449), Lưu Tống Văn đế muốn bắc phạt, quần thần tranh nhau hiến sách lược để giành sủng, trong đó Huyền Mô nói rất hay. Văn đế nói với Ân Cảnh Nhân: “Nghe Vương Huyền Mô trình bày, khiến người ta muốn lập công lao hiển hách.”   
Năm thứ 27 (450), Văn đế cử đại quân bắc phạt, lấy Huyền Mô làm Ninh sóc tướng quân, soái Thái tử bộ binh hiệu úy Thẩm Khánh Chi, Trấn quân Tư nghị tham quân Thân Thản đem thủy quân đi tiền phong vào Hoàng Hà, chịu sự chỉ huy của Phụ quốc tướng quân Tiêu Bân. Đại quân đến Nghiêu Ngao, Huyền Mô đi tiếp đến Hoạt Đài, vây thành hơn 200 ngày. Bắc Ngụy Thái Vũ đế tự đem quân đến cứu, xưng có trăm vạn binh, tiếng trống trận vang cả đất trời. Khi quân Ngụy đến, Huyền Mô nhân đêm tối bỏ trốn, quân đội dưới quyền tan rã mất sạch. Tiêu Bân đòi chém Huyền Mô, Thẩm Khánh Chi can ngăn, Bân bèn thôi.   
Sau đó Bân sai Huyền Mô giữ Nghiêu Ngao. Giang Hạ vương Lưu Nghĩa Cung được làm Chinh thảo đô đốc, cho rằng tường thành Nghiêu Ngao bằng đất không thể giữ, bèn lệnh cho Huyền Mô trở về. Nhưng Huyền Mô bị quân Ngụy truy kích, nên đại bại, còn trúng tên lạc vào cánh tay. Tháng giêng ÂL năm thứ 28 (451), Huyền Mô về đến Lịch Thành. Lưu Nghĩa Cung gởi thư cho Huyền Mô rằng: “Nghe nói người ta nhờ thất bại mà thành công về sau, vết thương trên tay, chẳng phải là điềm báo sẽ được nhận ấn vàng hay sao?”   

## Thời Hiếu Vũ đế
Thái tử Lưu Thiệu giết Văn đế (453), lấy Huyền Mô làm Ký Châu thứ sử. Vũ Lăng vương Lưu Tuấn dấy binh, Huyền Mô sai bọn Tế Nam thái thú Viên Hộ Chi đem binh hưởng ứng. Việc xong, Lưu Tuấn lên ngôi, là Lưu Tống Hiếu Vũ đế, Huyền Mô được trừ làm Từ Châu thứ sử, gia hàm Đô đốc.  
Năm sau (454), Nam Quận vương Lưu Nghĩa Tuyên và Giang Châu thứ sử Tang Chất làm phản, triều đình cho Huyền Mô làm Giả Phụ quốc tướng quân, Dự Châu thứ sử, đi trước đánh dẹp, chịu sự chỉ huy của Phụ quốc tướng quân Liễu Nguyên Cảnh. Huyền Mô đóng đồn ở Lương Sơn, ven sông đắp lũy hình trăng khuyết, dàn quân thủy lục đợi địch. Ít lâu sau, Tang Chất đến. Tướng của Nghĩa Tuyên là Lưu Kham Chi theo Chất bày trận ở phía nam lũy. Huyền Mô lấy lính già yếu giữ lũy, dốc tinh binh ra đánh, khiến phản quân tan vỡ. Huyền Mô được gia làm Đô đốc, Tiền tướng quân, phong tước Khúc Giang huyện hầu. Trung quân tư mã Lưu Xung Chi nói với Hiếu Vũ đế rằng Huyền Mô ở Lương Sơn cùng Nghĩa Tuyên tư thông. Kiểm tra không có việc này, nhưng đế không tin chắc, bèn khiến hữu tư tâu Huyền Mô giấu giếm bảo vật của giặc, rồi miễn quan ông và bộ tướng của ông là Từ Châu thứ sử Viên Hộ Chi.   
Năm Hiếu Kiến thứ 2 (455), Huyền Mô được khôi phục làm Dự Châu thứ sử.   Người ở thượng du sông Hoài là Tư Mã Hắc Thạch phù lập Hạ Hầu Phương Tiến làm chúa, đổi tên là Lý Hoằng, để mê hoặc dân chúng; Huyền Mô bắt chém họ.  Tháng 8 ÂL cùng năm, Huyền Mô được làm Thanh, Ký 2 châu thứ sử; tháng 11 ÂL, được làm Ninh Man hiệu úy, Ung Châu thứ sử, gia Đô đốc.  Đất Ung nhiều hộ kiều ngụ, năm Đại Minh đầu tiên (457), Huyền Mô kiến nghị biên định hộ tịch cho kiều dân, nhưng bị họ phản đối, đành bãi bỏ. Năm ấy, Huyền Mô lại kiến nghị sĩ tộc đều phải nộp tô thuế, đối đãi giàu nghèo như nhau, khiến mọi người oán trách. Dân gian ngoa truyền Vương Mô muốn làm phản, bấy giờ Liễu Nguyên Cảnh đang nắm quyền thế, em Nguyên Cảnh là Tân Thành thái thú Liễu Tăng Cảnh cậy thế anh trai, tự ra lệnh cho các quận thuộc Ung Châu là Nam Dương, Thuận Dương, Thượng Dung, Tân Thành phát binh đánh dẹp. Huyền Mô lệnh cho trong ngoài yên ắng, nhằm giải trừ nghi hoặc, rồi trình bày với Hiếu Vũ đế nguồn cơn. Đế biết việc này không thật, bèn sai Chủ thư Ngô Hỷ Công vỗ về Huyền Mô.   
Sau đó Huyền Mô được làm Kim tử Quang lộc đại phu, lĩnh chức Thái thường. Đến khi triều đình xây minh đường cho đế, lấy Huyền Mô giữ bản quan để lĩnh chức Khởi bộ thượng thư, còn lĩnh chức Bắc tuyển.   Năm Đại Minh thứ 3 (459), Huyền Mô được chuyển làm Dĩnh Châu thứ sử.  Sau đó Huyền Mô được thăng làm Bình bắc tướng quân, Từ Châu thứ sử, gia chức Đô đốc. Bấy giờ đất Từ bị mất mùa, Huyền Mô bèn phát của riêng 10 vạn hộc lương thực, ngàn con trâu để cứu chẩn.  
Tháng 2 ÂL năm Đại Minh thứ 8 (464), Huyền Mô được làm Lĩnh quân tướng quân.  Tháng 5 ÂL cùng năm, Hiếu Vũ đế băng, di chiếu chọn Huyền Mô vào nhóm cố mệnh đại thần,   cho ông quản lý ngoại quân của kinh sư.   

## Thời Tiền Phế đế
Bấy giờ triều đình nhiều thế lực, Huyền Mô bởi tính ngay thẳng nên không được chấp nhận, ngay tháng 8 ÂL cùng năm chịu dời ra làm Thanh, Ký 2 châu thứ sử, gia chức Đô đốc. Năm Thái Thủy đầu tiên (465), Lưu Tống Tiền Phế đế giết bọn Nhan Sư Bá, Liễu Nguyên Cảnh, trở nên rồ dại quá lắm. Tháng 7 ÂL, Đế trưng Huyền Mô làm Lĩnh quân tướng quân, con cháu đều khuyên ông xưng bệnh; Huyền Mô nói: “Tôi chịu ơn dày của tiên đế, sao có thể tránh né tai nạn.” Đến kinh sư, Huyền Mô nhiều lần dâng biểu can ngăn, còn rơi nước mắt xin trì hoãn thi hành các án tử hình, lấy cớ an lòng dân, khiến Tiền Phế đế cả giận.   
Tiền phế đế giết Thẩm Khánh Chi, quê nhà ngoa truyền Huyền Mô cũng bị hại, khiến phố thị xôn xao. Huyền Mô thấy Điển thiêm Bao Pháp Vinh và Lại bộ thượng thư Sái Hưng Tông là đồng hương ở quận Đông Dương, bèn sai Pháp Vinh đi gặp Hưng Tông. Hưng Tông hỏi có phải Huyền Mô lo sợ hay không, Pháp Vinh thú thực rằng: “Lĩnh quân ngày không muốn ăn, đêm cũng không ngủ, luôn sợ người đến bắt mình sắp đến cửa, không giữ gìn được bao lâu nữa.” Hưng Tông khuyên: “Lĩnh quân đã lo sợ thì nên có phương lược, sao lại ngồi đợi vạ đến.” Trước đó, bộ khúc cũ của Huyền Mô có 3000 người, Tiền Phế đế nghi ngại, đem giao cho người khác, khiến ông rất oán giận. Huyền Mô xin giữ lại 500 người để phá núi xây mộ, việc chưa xong, đế lấy cớ đi săn, gọi tất cả bọn họ về thành. Bấy giờ đám lính ấy đang ở trong nhà của Huyền Mô, Hưng Tông thông qua Bao Pháp Vinh khuyên ông dùng họ mà nổi dậy, nhưng ông nói việc lớn khó làm.   

## Thời Minh đế
Tháng 11 ÂL cùng năm, Lưu Úc soán ngôi, là Lưu Tống Minh đế,  đối với Huyền Mô rất kính trọng. Do Huyền Mô đau chân chưa khỏi, nên ông được ngồi xe ra vào hoàng thành. Tháng 12 ÂL, Huyền Mô được gia hiệu Trấn quân tướng quân. Tháng giêng ÂL năm Thái Thủy thứ 2 (466),  Huyền Mô được trừ chức Xa kỵ tướng quân, Giang Châu thứ sử, lĩnh thủy quân làm tiền phong trong chiến dịch bình định Lưu Tử Huân. Huyền Mô chịu sự chỉ huy Tư đồ, Kiến An vương Lưu Hưu Nhân ở Giả Kỳ,  được ban giáp tay áo đồng (đồng tụ khải) của Gia Cát Lượng. Tháng 11 ÂL, Huyền Mô được thăng làm Nam Dự Châu thứ sử, gia chức Đô đốc. Tháng 5 ÂL năm thứ 3 (467),  Huyền Mô được lấy làm Tả quang lộc đại phu, Khai phủ nghi đồng tam tư. Trong tháng ấy, triều đình bãi Nam Dự Châu, gộp vào Tịnh Châu. Tháng 7 ÂL, Huyền Mô được làm Đặc tiến,  Tả quang lộc đại phu, lĩnh Hộ quân tướng quân,   Tháng 8 ÂL, Huyền Mô lại được trừ làm Xa kỵ tướng quân. 
Tháng 2 ÂL năm thứ 4 (468),  Huyền Mô mất, hưởng thọ 81 tuổi, được đặt thụy là Trang Công.   

## Hậu nhân
- Con trai trưởng là Vương Thâm mất sớm. Con Thâm là Vương Hội được kế tự. [1] [2]
- Em Thâm là Vương Khoan, đầu thời Minh đế được làm Tùy Quận thái thú. Lưu Tử Huân nổi dậy, quận Tùy nằm trong phạm vi chiếm cứ của ông ta, Khoan lấy cớ cha mình phục vụ Minh đế, bỏ quận về kinh sư. Do mẹ ở lại quận Tùy, Khoan xin tham gia chiến dịch bình định Tử Huân, tập kích phá được quận Tùy, cứu được mẹ. Kết thúc chiến sự, Minh đế khen ngợi Khoan, sai người vẽ tranh của ông dâng lên. Đầu đời Nam Tề, em Khoan là Chiêm bị thái tử Tiêu Trách sát hại, nhưng Khoan vẫn được đối đãi như cũ. Tiêu Trách lên ngôi, là Nam Tề Vũ đế, Khoan được làm Thái thường, bị kết tội giết bò trong nhà, chịu miễn quan. Năm Vĩnh Minh thứ 3 (485), Khoan mất ở chức Quang lộc đại phu. [3] [2]
- Em Khoan là Vương Chiêm, tự Minh Viễn, tự khác Thúc Loan, tính cậy thế khinh người, ưa chê bai kẻ khác. Thời Minh đế, Chiêm được làm Hoàng môn thị lang. Khi ấy Chiêm chơi thân với Tiêu Ngực (con trai thứ 2 của Tiêu Đạo Thành), nhưng lại xem thường anh cả của Ngực là Tiêu Trách, khiến Trách ngậm hờn. Tiêu Đạo Thành soán ngôi, là Nam Tề Cao đế, Chiêm được làm Vĩnh Gia thái thú. Thái tử Tiêu Trách bèn tìm cớ sát hại Chiêm. [3] [2]

## Dị sự: Tụng kinh ngàn lượt
Ban đầu Huyền Mô bị Tiêu Bân phán tội chết, mơ thấy có người nói rằng: “Tụng ngàn lượt kinh Quan Thế Âm thì được miễn.” Huyền Mô trong mơ đáp: “Sao có thể làm xong.” Mà vẫn nhận lời. Huyền Mô tỉnh dậy thì tụng kinh, đến giờ hành hình vào ngày hôm sau mới gần được ngàn lượt. Huyền Mô cứ tụng không nghỉ, bất chợt mệnh lệnh dừng hành hình được xướng lên.  

## Biệt hiệu: Lão sanh
Hiếu Vũ đế ưa đùa bỡn quần thần, đặt biệt danh cho mỗi người, không chỉ gọi họ bằng cái tên ấy giữa triều đường, mà còn trên công văn cũng viết như vậy. Bấy giờ Liễu Nguyên Cảnh, Viên Hộ Chi đều là người phương bắc, nhưng chỉ có Huyền Mô bị gọi là Lão sanh .   

## Tính cách
Khi vây thành Hoạt Đài, đội quân của Huyền Mô không ít binh sĩ tinh nhuệ, võ khí sắc bén, nhưng ông cố chấp ý riêng, gây nhiều việc giết chóc. Lúc mới vây, trong thành có nhiều nhà mái tranh, mọi người xin dùng tên lửa để đốt. Huyền Mô sợ tổn thất quân nhu nên không nghe; người trong thành bèn bỏ hết mái tranh, đào hầm làm nhà. Đại quân của Ngụy Thái Vũ đế sắp đến, mọi người xin bày xe làm doanh, Huyền Mô lại không theo, khiến tướng sĩ đều nản lòng. Huyền Mô còn đem quân nhu ra bán để kiếm lợi, đổi 1 xúc vải lấy 800 quả lê, gây mất hết lòng người.   
Huyền Mô bị vu cáo, Hiếu Vũ đế sai Ngô Hỷ Công gởi thư trả lời Huyền Mô rằng: “Huyền Mô nói rõ ràng như ban ngày, lão sanh bảy mươi tuổi muốn phản để làm gì!? Năm xưa ở trận Lương Sơn còn chưa từng đề phòng. Quan hệ vua tôi hãy giữ cho trọn vẹn, để ông nở nụ cười mà nhướng đầu lông mày lên.” Huyền Mô tính nghiêm, chưa từng cười cợt, người đương thời nói đầu lông mày của ông chưa từng nhướng lên, nên mới có chuyện đùa này.  
Minh đế lên ngôi, Huyền Mô trách thân tín của mình là lại cũ Quách Quý Sản, con rể Vi Hi Chân không khuyên mình lời nào. Quý Sản nhắc lại lời khuyên của Sái Hưng Tông mà Huyền Mô không nghe theo, cho rằng ông đã tự nhận không thể làm được việc lớn, thì còn biết nói gì. Huyền Mô nghe vậy thì lấy làm xấu hổ.  
Huyền Mô đối với bộ hạ nghiêm khắc thiếu ơn, mà tướng quân Tông Việt lại càng tàn khốc. Quân sĩ nói với nhau rằng: “Thà đi đày 5 năm, không gặp Vương Huyền Mô. Huyền Mô còn sống được, Tông Việt sẽ giết ta.” 